# Cameron (Luisiana)
Cameron es un lugar designado por el censo ubicado en la parroquia de Cameron en el estado estadounidense de Luisiana. En el Censo de 2010 tenía una población de 406 habitantes y una densidad poblacional de 12,44 personas por km².

## Geografía
Cameron se encuentra ubicado en las coordenadas 29°47′43″N 93°17′30″O / 29.79528, -93.29167. Según la Oficina del Censo de los Estados Unidos, Cameron tiene una superficie total de 32.64 km², de la cual 29.6 km² corresponden a tierra firme y (9.32%) 3.04 km² es agua.

## Demografía
Según el censo de 2010, había 406 personas residiendo en Cameron. La densidad de población era de 12,44 hab./km². De los 406 habitantes, Cameron estaba compuesto por el 92.36% blancos, el 2.46% eran afroamericanos, el 1.97% eran amerindios, el 0% eran asiáticos, el 0% eran isleños del Pacífico, el 1.48% eran de otras razas y el 1.72% pertenecían a dos o más razas. Del total de la población el 2.46% eran hispanos o latinos de cualquier raza.